# کارازیرک
کارازیرک (انگلیسی: Karazirek) یک شهرک در شهرستان بوزدیاکسکی باشقیرستان کشور روسیه است.